# 源能有
源能有（みなもと の よしあり，845年—897年）是日本平安時代前期的一位公卿，官位正三位、右大臣。他是文德天皇的皇子，清和天皇同父異母的兄長，號近院大臣。
853年被臣籍降下，與眾多庶出的兄弟被賜姓源氏，稱為文德源氏。862年升從四位，872年任參議，開始在政治上展露頭角。他受到藤原基經的賞識，娶藤原基經的一個女兒，890年升正三位、隔年任大納言。897年於53歲之齡去世。
他的女兒源昭子嫁給藤原忠平為妻，另一個女兒源柄子嫁給貞純親王並且是源經基的母親。透過這兩個女兒，源能有是藤原北家以及清和源氏的共同祖先。